# Área preóptica del hipotálamo
El área preóptica (POA por sus siglas en inglés) es una región del hipotálamo que, de acuerdo con la clasificación del MeSH, es considerada parte del hipotálamo anterior.

## Estructura
El área preóptica (POA en inglés), según la Terminología Anatómica se divide en cuatro núcleos:  
- núcleo medial,
- núcleo medio,
- núcleo lateral y
- núcleo periventricular.

## Funciones
El área preóptica es responsable de la termorregulación y recibe señales de termorrecepción de la piel, las membranas mucosas y del mismo hipotálamo. Esta área propaga los estímulos a los centros del hipotálamo que regulan la pérdida y la ganancia de calor.

## Núcleos

### Núcleo preóptico medio
En Macaca fascicularis el núcleo preóptico medio se localiza en la línea media en una posición dorsal a los otros núcleos preópticos. Se localiza en las superficies dorsal, frontal y ventral de la comisura anterior.
El núcleo preóptico medio genera la sensación de sed y, al beber, se produce la secreción de noradrenalina en el mismo.

### Núcleo preoptico medial
El núcleo preóptico medial se encuentra lateral con respecto al núcleo lateral preóptico y medial con respecto al núcleo periventricular preóptico. Se encarga de la liberación de la hormona liberadora de gonadotrofina (GnRH) e interviene además en los procesos de cópula en machos y en el cuidado parental. Este núcleo es sexualmente dimórfico y tiene mayor tamaño en machos que en hembras.[cita requerida]

#### Comportamiento parental
La APO medial desempeña un rol para que aparezcan los comportamientos parentales y se mantengan durante la lactancia. Por ejemplo, la expresión del gen de expresión temprana c-Fos, marcador de actividad celular, se incrementa en ratas madres con experiencia con crías y en padres. En ratas, las hembras vírgenes nulíparas no son espontáneamente maternales sino que requieren de hasta siete días de exposición a crías para ser responsables con crías ajenas. Estas pasan por un periodo de aversión de dos o tres días en que evitan activamente a las crías y finalmente comienzan a mostrar paulatinamente comportamientos de aproximación hasta que muestran la gama completa de comportamientos maternos, a excepción de la lactancia.  Este proceso es facilitado durante la gestación por la acción del área preóptica medial entre otras áreas. Se ha sugerido que el área preóptica medial desactiva el circuito de aversión a las crías, que involucra a la amígdala medial, al núcleo hipotalámico anterior, al núcleo hipotalámico ventromedial y a la sustancia gris periacueductal, activando circuitos implicados en los comportamientos maternales voluntarios, implicando a la vía dopaminérgica mesolímbica, el pálido ventral, el área tegmental ventral y el núcleo accumbens.
La aparición instantánea del comportamiento maternal en ratas requiere del sustrato hormonal que se da durante la gestación, el parto y el posparto. Estas hormonas actúan sobre el área preóptica medial provocando que la madre sea inmediatamente responsable con las crías tras el parto. De esta forma las lesiones en el APOm evitan que se presenten comportamientos maternales en la rata como la construcción del nido o la recogida de crías y su traslado. Aparentemente las proyecciones laterales son especialmente importantes para estos comportamientos. Además en ratas se ha asociado la acción de la oxitocina y la vasopresina con el mantenimiento del comportamiento maternal durante la lactancia a través de su acción local en el área  preóptica medial y en el adyacente núcleo del lecho de la estría terminal (NLST). En ratas lactantes la unión al receptor V1a por la vasopresina y, en menor medida, por la oxitocina esta incrementada tanto en el APOm como en el NLST. Además el APOm tiene una gran densidad de receptores de estradiol que, cuando se activan, pueden causar que una rata macho muestre comportamientos similares los maternales. Además en padres hay estudios que muestran que si estos escuchan las vocalizaciones ultrasónicas o señales feromonales de su pareja incrementan su expresión de c-Fos, sugiriendo que el comportamiento paternal en la rata esta mediado por el APOm pero necesita de interacciones con una hembra.

#### Comportamiento sexual
El APOm presenta dimorfismo sexual y su función en la conducta sexual difiere entre machos y hembras. En hembras varios estudios examinaron la influencia del APOm en los comportamientos precopulatorios y apetitivos o de aproximación. Los comportamientos precopulatorios reclutan muchas áreas del encéfalo, incluyendo el APOm, la amígdala medial y el NLST. Otros estudios utilizando hámsteres dorados muestran como el APOm es importante para la preferencia por olores sexualmente relevantes. Así, mientras las hembras suelen preferir olores de macho a olores de hembra (como comportamiento de aproximación previo a la cópula) aquellas con lesiones bilaterales del APOm no muestran esta preferencia aunque los comportamientos copulatorios no se encuentran afectados.  Los comportamientos apetitivos en la rata han sido vinculados con la transmisión dopaminérgica en el APOm. Así el ácido ascórbico, que incrementa la transmisión dopaminérgica en las vías dopaminérgicas mesolímbica y nigroestriatal, también incrementa los aspectos apetitivos de la conducta sexual cuando se inyecta en el APOm
En cambio en ratas macho el APOm está relacionada con los aspectos consumatorios del comportamiento sexual pero no con la motivación o aproximación. En machos las lesiones en esta área causan una pérdida total de los comportamientos copulatorios. Además, la estimulación eléctrica de esta área beneficia los comportamientos copulatorios, reduciendo la latencia de eyaculación. De hecho, si se implanta testosterona en el APOm de machos castrados estos vuelven a copular. Esta acción se debe a la acción de la aromatasa.

### Núcleo ventrolateral preóptico
El núcleo ventrolateral preóptico o núcleo intermedio es adyacente al núcleo preóptico medial. Está implicado en el inicio del sueño no REM.

### Núcleo periventricular preóptico
El núcleo periventricular preóptico se encuentra a lo largo de la línea media, medial al núcleo medial preóptico.

## Envejecimiento
Estudios en hembras de ratón han mostrado que el receptor alpha de estrógenos se reduce en el hipotálamo preóptico con la edad. Además, las hembras con una dieta de restricción calórica durante la mayor parte de su vida mantuvieron altos niveles de este receptor en el hipotálamo preóptico que hembras sin dicha restricción.